# Auguste Mangeot
Auguste Mangeot (Nancy, 8 de gener, 1873 - París, 9 de febrer, 1942), fou un pianista i crític musical francès, fundador amb Alfred Cortot de l.École Normale de Musique de París

## Biografia
Nascut el 1873, provenia d'una família de pianistes, fill d'Édouard Mangeot (creador amb Arthur Dandelot el 1889 de la revista Le Monde musical) i de Christine Lapoulle. És germà d'André Louis Mangeot 1883-1970, violinista, i de Madeleine Mangeot, dona d'Arthur Dandelot i mare de Georges Dandelot. Auguste Mangeot va escriu-re per a la revista creada pel seu pare i que dirigia.
El 1909 va publicar un treball de 124 pàgines sobre la pau universal i el desarmament militar mitjançant l'organització de la voluntat de les nacions. El 1919 va fundar l'Escola Normal de Música de París amb Alfred Cortot. Admirador d'André Caplet i Leoš Janáček, entre d'altres, va crear el Concertino d'aquest darrer l'any 1928 a Londres. Era el pare de Jean Mangeot.

## Un sonet
Auguste Mangeot va publicar a Le Monde musical el sonet següent, que va trobar admirable encara que adreçat per un corresponsal anònim:
| « | Musique, tu me fus un palais enchanté Au seuil duquel menaient d'insignes avenues Nuit et jour, des vitraux aux flammes continues, Glissait une adorable et vibrante clarté. Et des chœurs alternant, – dames de volupté, Oréades, ondins, faunes, prêtresses nues, – Toute la joie ardente essorait vers les nues, Et toute la langueur et toute la beauté. Sur un seul vœu de moi, désir chaste ou lyrique, Ta fertile magie a toujours, ô musique : Bercé mon tendre songe ou mon brillant désir. Et quand viendra l'instant ténébreux et suprême, Tu sauras me donner le bonheur de mourir, En refermant les bras sur le Rêve que j'aime ! | » |

La mala sort li va venir perquè el poema contenia un acròstic: "Mangeot és estúpid" i el seu autor no era altre que Willy amb qui s'havia barallat violentament